# إزرائيل خان
إزرائيل خان (بالإسبانية: Israel Kahn)‏ (1 ديسمبر 1988 بليما في بيرو - ) هو لاعب كرة قدم بيروفي في مركز جناح. لعب مع أليانزا ليما وخوان أوريتش واتحاد هوارال وJuventud La Rural ‏ وAlianza Atlético ‏ وسيزار فاليجو ‏ وLos Caimanes ‏ ونادي جامعة كاخاماركا التقنية ‏.

## وصلات خارجية
- إزرائيل خان على موقع قاعدة بيانات كرة القدم.إي يو (الإنجليزية)
- إزرائيل خان على موقع Soccerway.com (الإنجليزية)
- إزرائيل خان على موقع AS.com (الإسبانية)